# Hans-Dietrich Genscher
Hans-Dietrich Genscher, nemški politik, * 21. marec 1927, Halle, Saška - Anhalt, Nemčija, † 31. marec 2016, Pech, Wachtberg, Nemčija.
Med letoma 1974 in 1992 je bil minister za zunanje zadeve Nemčije in podkancler Nemčije.

## Odlikovanja in nagrade
Leta 1992 je prejel zlati častni znak svobode Republike Slovenije z naslednjo utemeljitvijo: »za zasluge in osebni prispevek pri vzpostavljanju, razvijanju in krepitvi mednarodnih odnosov, ki prispevajo k mednarodnemu priznanju in uveljavljanju Republike Slovenije«.